# Długie Jezioro (gmina Chmielno)
Długie Jezioro (kaszb. Jezoro Dłudżé) – jezioro rynnowe na Pojezierzu Kaszubskim w powiecie kartuskim (województwo pomorskie). Przez jezioro przepływa w swoim górnym biegu rzeka Łeba. Na wzgórzu przy zachodnim brzegu jeziora znajdują się ślady starego grodziska
Według urzędowego spisu opracowanego przez Komisję Nazw Miejscowości i Obiektów Fizjograficznych (KNMiOF) nazwa tego jeziora to Długie Jezioro. W różnych publikacjach i na mapach topograficznych jezioro to występuje pod nazwą Jezioro Długie lub Borzestowo.
Powierzchnia zwierciadła wody według różnych źródeł wynosi od 49,5 ha.
Głębokość maksymalna jeziora wynosi 11,6 m.